# Бастид Солаж
Бастид Солаж (фр. Bastide-Solages) насеље је и општина у јужној Француској у региону Миди Пирене, у департману Аверон која припада префектури Мијо.
По подацима из 2011. године у општини је живело 114 становника, а густина насељености је износила 16,06 становника/km². Општина се простире на површини од 7,1 km². Налази се на средњој надморској висини од 420 метара (максималној 570 m, а минималној 205 m).

## Демографија
| 1962. | 1968. | 1975. | 1982. | 1990. | 1999. | 2011. |
| ----- | ----- | ----- | ----- | ----- | ----- | ----- |
| 177   | 212   | 177   | 130   | 111   | 97    | 114   |

График промене броја становника у току последњих година